# حقانیه
حقانیه (ساوه)، روستایی از توابع بخش مرکزی شهرستان ساوه در استان مرکزی ایران است.

## جمعیت
این روستا در دهستان شاهسون‌کندی قرار دارد و براساس سرشماری مرکز آمار ایران در سال ۱۳۸۵، جمعیت آن ۸۰ نفر (۲۳خانوار) بوده‌است.